# Reprezentacja Maroka U-20 w piłce nożnej mężczyzn
Reprezentacja Maroka U-20 w piłce nożnej – młodzieżowa reprezentacja Maroka sterowana przez Marokański Związek Piłki Nożnej. Jej największym sukcesem jest trzecie miejsce młodzieżowych mistrzostw świata w 2005 roku.

## Sukcesy
- Mistrzostwa świata U-20:
  - 3 miejsce (1x): 2005

- Mistrzostwa Afryki U-20:
  - mistrz (1x): 1997
  - 3 miejsce (1x): 1987

## Występy w MŚ U-20
- 1977: Faza grupowa
- 1979: Nie zakwalifikowała się
- 1981: Nie zakwalifikowała się
- 1983: Nie zakwalifikowała się
- 1985: Nie zakwalifikowała się
- 1987: Nie zakwalifikowała się
- 1989: Nie zakwalifikowała się
- 1991: Nie zakwalifikowała się
- 1993: Nie zakwalifikowała się
- 1995: Nie zakwalifikowała się
- 1997: 1/8 finału
- 1999: Nie zakwalifikowała się
- 2001: Nie zakwalifikowała się
- 2003: Nie zakwalifikowała się
- 2005: Półfinał
- 2007: Nie zakwalifikowała się
- 2009: Nie zakwalifikowała się
- 2011: Nie zakwalifikowała się
- 2013: Nie zakwalifikowała się
- 2015: Nie zakwalifikowała się
- 2017: Nie zakwalifikowała się
- 2019: Nie zakwalifikowała się